# Life is Strange 2
Life is Strange 2 is een episodische interactieve film ontwikkeld door Dontnod Entertainment. Het spel wordt uitgegeven door Square Enix en is beschikbaar voor de PlayStation 4, Windows en de Xbox One. De eerste episode kwam op 27 september 2018 uit.
Het spel is de opvolger van Life is Strange uit 2015 en Life is Strange: Before the Storm, ontwikkeld door Deck Nine, uit 2017. Op 25 juni 2018 kwam het free-to-playspel The Awesome Adventures of Captain Spirit uit, een spin-off van de Life is Strange-serie. De keuzes in dit spel kunnen echter ook het verhaal in Life is Strange 2 beïnvloeden.

## Verhaal
Het verhaal draait rond de zestienjarige Sean Diaz en zijn kleine broer Daniel. De broers  reizen langs de westkust van de Verenigde Staten als voortvluchtigen voor de politie, nadat de jongste broer ontdekt dat hij telekinetische krachten heeft. 